# Canarium kipella
Canarium kipella är en tvåhjärtbladig växtart som först beskrevs av Bi., och fick sitt nu gällande namn av Friedrich Anton Wilhelm Miquel. Canarium kipella ingår i släktet Canarium och familjen Burseraceae. Inga underarter finns listade i Catalogue of Life.